# Lars Björkström
Lars Sigurd Björkström (Gotemburgo, 19 de novembro de 1943) é um velejador sueco naturalizado brasileiro, campeão olímpico de iatismo na classe Tornado nos Jogos Olímpicos de Moscou 1980, junto com Alex Welter.